# Parc national de la forêt de Bouzoulouk
Le parc national de la forêt de Bouzoulouk (ou Buzuluksky Bor), (russe : Бузулукский бор), est un parc national situé dans la partie européenne de la Russie. Il englobe les forêts de Pins de Bouzoulouk, qui sont les plus grands boisements isolés de hauts pins du monde. Il est entouré par des steppes de la plaine d'Europe orientale à l'est de la Volga et à l'ouest jusqu'au sud de l'Oural. Cela en fait un habitat important pour l'étude scientifique, et c'est le site de la plus ancienne zone forestière gérée en Russie. Il se trouve à environ 70 km à l'est de la ville de Samara, et à 15 km au nord de la ville de Bouzoulouk.
Il couvre une superficie de 1 060 km2, a une surface triangulaire, mesure environ 53 km du Nord au Sud, et 34 km d'Ouest en Est. Il est à cheval sur la frontière de l'oblast de Samara et de l'oblast d'Orenbourg, avec environ la moitié de sa surface dans chaque région. Le parc a été officiellement constitué en parc national en 2007, mais a été géré de façon forestière depuis le début des années 1800.

## Topographie
Le parc est délimité au sud par la rivière Samara, et sur les autres côtés par de la steppe non-boisée. Les peuplements de pins sont entourés par une mince bande de feuillus. La rivière Borovka coule au sud-ouest au milieu de la forêt avant de se jeter dans la Samara à son extrémité sud. La vallée de la rivière se trouve à environ 100 mètres de profondeur au-dessous du terrain environnant. Le sable de la plaine inondable au-dessus de la vallée contient des ruisseaux et des lacs de bras-mort. À certains endroits, les berges de la rivière sont faits de grès rouge, de conglomérats et de mudstones du Permien et du Trias inférieur.

### Habitat
Le parc est situé dans l'écozone paléarctique occidentale, à l'intérieur de l'écorégion steppe pontique de la mer Caspienne, qui est caractérisée par un biome de prairies, savanes et terres arbustives tempérées. La forêt est composée de conifères et d'arbres à feuilles caduques.

### Climat
Le climat est continental, avec des étés chauds et des hivers froids (climat semi-aride). Ce climat présente de grandes différences entre la moyenne des températures de l'air en hiver (−13,2 °C en janvier) et en été (+20,4 °C en juillet). La moyenne des précipitations est de 530 mm par an. La durée moyenne de la couverture de neige est de 169 jours, généralement de mi-novembre à mi-avril.
Entourée par des steppes sèches, la forêt crée un spécial mésoclimat autour d'elle. Des études montrent que la région environnante présente des températures plus fraîches, plus humides du sol, de la variété de la végétation, et une plus grande couverture par de petits bosquets d'arbres. Ces effets se produisent jusqu'à 20 km de la lisière de la forêt.

## Histoire
La forêt a été créée par l'eau et le vent sur les dunes de sable de l'ancienne mer Caspienne, il y a plusieurs centaines de milliers d'années. La zone peut avoir été l'embouchure d'une grande rivière qui se jeta dans la mer Caspienne jusqu'à ce que la mer se retire. Même aujourd'hui, la forêt abrite des dunes de sable jusqu'à 30 m de profondeur. Jusqu'au début des années 1800, le secteur a eu de vastes tourbières et des marais qui ont été remplacées par des forêts. Le centre de gestion des forêts a été créé dans le début des années 1900, et de vastes expériences de reboisement de la steppe environnante ont été menées depuis cette date.

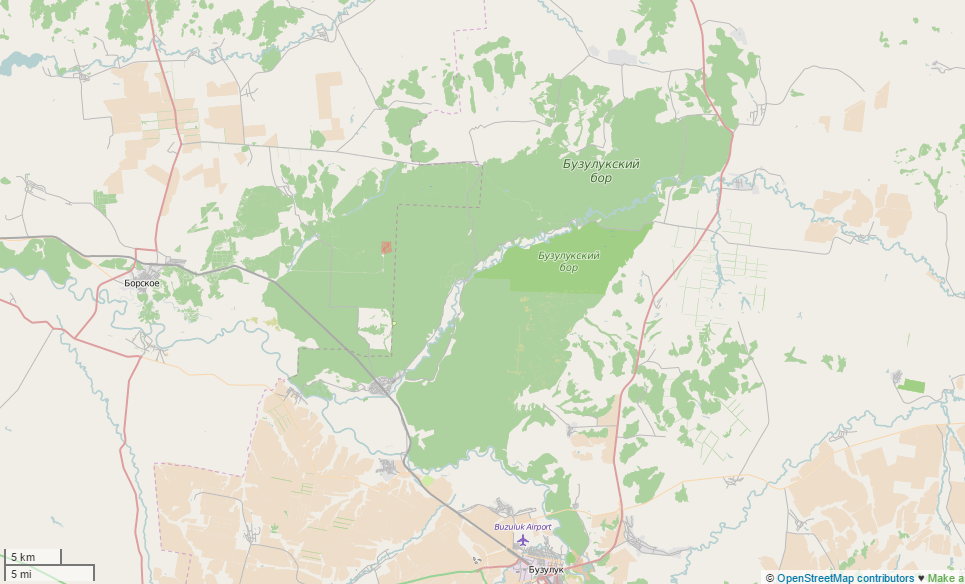
Les espaces verts indiquent le parc national de la forêt de Bouzoulouk.

## Tourisme et usage
Il y a des sentiers de randonnée à travers le parc, et des zones désignées pour faire du camping. Un musée présente des expositions historiques et naturelles. La charte du parc met l'accent sur la protection de l'habitat. La chasse et la pêche sont interdits, de même que les véhicules motorisés non-officiels. Les animaux doivent rester sur les chemins d'accès ou des zones désignées.

## Animaux
Les animaux reflètent la combinaison de la forêt, de la steppe, et des habitats des zones humides, en étroite connexion. La variété et la quantité de plantes servent aux 55 espèces de mammifères - rongeurs comme les écureuils et les hamsters, ou carnivores (loup, renard, blaireau, martre des pins, furet de steppe, vison, hermine, belette), à de grands ongulés (élan, cerf, sanglier, chevreuil) et aux prédateurs (y compris les loups qui migrent à travers le parc). Le castor est ré-apparu dans les années 1980, et a construit des barrages dans les rivières et les plaines inondables des lacs. Il existe sept espèces de chauves-souris dans le parc, qui se nourrissent d'insectes forestiers et, comme beaucoup d'oiseaux, migrent pendant les mois d'hiver.
Il y a 155 différentes espèces d'oiseaux présentes, y compris les oiseaux de proie (hiboux, faucons et autres) qui se nourrissent de rongeurs. Reflétant les différents micro-habitats, on trouve à la fois des oiseaux de forêt, des oiseaux de zone humide et des espèces de steppe.

## Évènements récents
Le parc est sous la contrainte des effets de la sécheresse récurrente, qui sèche les arbres et crée des conditions favorables aux maladies des pins. Une tempête de vent en 2010 a abattu près de 10 % des pins. En 2013, les incendies de forêt ont encore endommagé la forêt.
Il y a du pétrole sous le parc. L'extraction a été effectuée dans la forêt dans les années 1950 à 1970, lorsqu'un accident grave, survenu en 1971, a conduit à stopper les forages. Des propositions pour continuer l'exploration dans la région ou à préserver les puits sont en cours de débat.